# Jean-François Motte
Jean-François Étienne Marie Joseph Ghislaine Gérard Motte OFM (* 6. Februar 1913 in Mouvaux; † 19. Januar 2001) war ein französischer Ordensgeistlicher und Weihbischof in Cambrai.

## Leben
Jean-François Motte trat der Ordensgemeinschaft der Franziskaner (OFM) bei und empfing am 26. Juli 1938 die Priesterweihe.
Papst Paul VI. ernannte ihn am 16. März 1968 zum Weihbischof in Cambrai und Titularbischof von Sufes. Der Erzbischof von Cambrai, Henri-Martin-Félix Jenny, spendete ihm am 19. März desselben Jahres die Bischofsweihe; Mitkonsekratoren waren Gérard Huyghe, Bischof von Arras-Boulogne-Saint-Omer, und Barthélemy Hanrion OFM, Bischof von Dapaong. Von seinem Amt trat er am 9. Mai 1985 zurück.